# Carte de Dunhuang
Ne doit pas être confondu avec Manuscrits de Dunhuang.

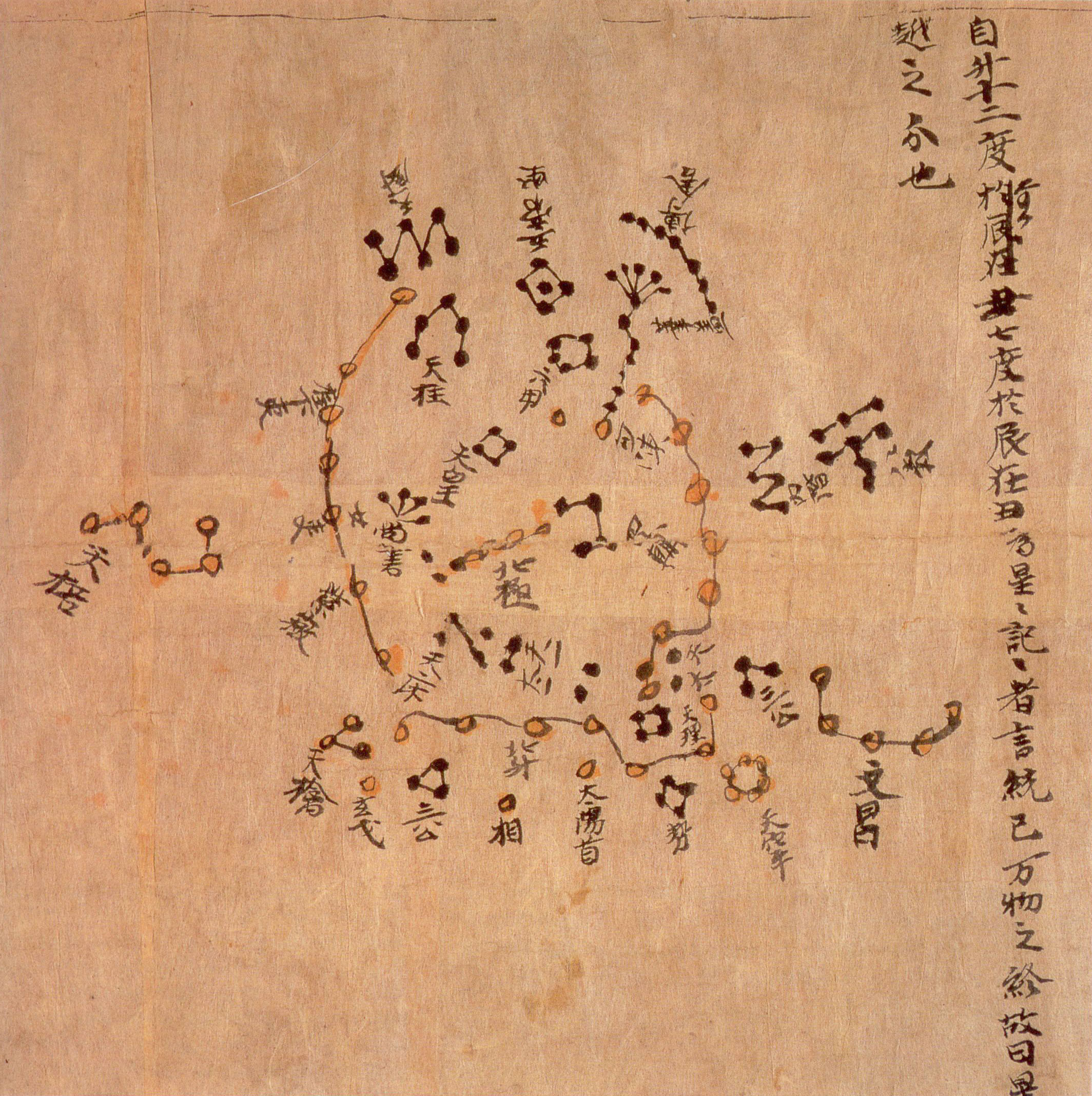
Carte de Dunhuang.

La carte de Dunhuang, ou l'atlas de Dunhuang, est l'une des premières représentations graphiques connues des étoiles de l'astronomie chinoise antique. Elle a été composée vers 649-684, sous la dynastie Tang (618-907).

## Contenu
La carte représente plus de 1300 étoiles réparties en 257 constellations. Elle utilise des méthodes de projections mathématiques précises, conservant une précision de 1,5 à 4 degrés pour les étoiles les plus brillantes.

## Histoire
Le document a été découvert dans les années 1900 par Wang Yuanlu dans les grottes de Mogao. Il s'agit de la grotte n°16 du monastère des Mille Bouddhas.
Elle est conservée à la British Library de Londres,.